# Жељко Јурчић
Жељко Јурчић (Борово, 21. јул 1948) бивши је југословенски фудбалер. 
Рођен је 21. јула 1948. у Борову. Играо је на позицији одбрамбеног играча. Фудбалско име је стекао у редовима тадашњег друголигаша Борова, за који је наступао у периоду од 1966. до 1972. године.
Каријеру је наставио у новосадској Војводини (1972-79) одиграо је 152 прволигашке утакмице на којима је постигао 10 погодака.
За А репрезентацију Југославије наступио је једном; 25. септембра 1976. против Италије у Риму (резултат 0:3).